# 長岡信用金庫
長岡信用金庫（ながおかしんようきんこ　英語：Nagaoka Shinkin Bank）は、新潟県長岡市に本店を置く信用金庫である。長岡市内を中心に、同じ新潟県の南魚沼市、見附市、小千谷市各1支店を含めて合計16店舗を展開している。

## 沿革
- 1909年6月17日 - 有限責任同志信用組合を設立。
- 1909年7月8日 - 有限責任千手町信用組合を設立。
- 1910年11月12日 - 有限責任長岡信用組合を設立。
- 1912年1月19日 - 有限責任草生津信用購買組合を設立。
- 1941年8月12日 - 有限責任長岡市合同信用組合を設立。
- 1945年2月22日 - 長岡・千手町・同志・草生津・長岡市合同の各信用組合を合併し、長岡市信用組合として設立。
- 1950年4月1日 - 長岡信用組合に改組。
- 1951年10月20日 - 信用金庫法により長岡信用金庫に改組。
- 1980年9月30日 - 栃尾信用金庫を合併。